# Stictoptera semilunaris
Stictoptera semilunaris là một loài bướm đêm trong họ Noctuidae.